# Reinhard Spitzner
Reinhard Spitzner (* 27. April 1863 in Dresden; † 9. Februar 1922 ebenda; vollständiger Name: Justus Friedrich Reinhard Spitzner; Pseudonym: Reinhard Volker)
war ein deutscher Richter, Schriftsteller, Genealoge und Kunstfreund.

## Leben
Reinhard Spitzner wuchs in einem gutbürgerlichen und bildungsbeflissenen Elternhaus in der Inneren Neustadt Dresdens auf. Sein Vater war der praktische Arzt und Porzellansammler Carl Spitzner, seit 1862 verheiratet mit der Fabrikantentochter Adele geb. Just aus Sebnitz. Reinhard war das erste von fünf Kindern und der erste Sohn aus dieser Ehe. Von Ostern 1874 bis Ostern 1882 besuchte er das Königliche Gymnasium in Dresden-Neustadt. Den sich nach dem Abitur anschließenden Militärdienst absolvierte er in Dresden beim 1. königlich-sächsischen Leibgrenadier-Regiment Nr. 100, aus dem er als Oberleutnant der Landwehr verabschiedet wurde.

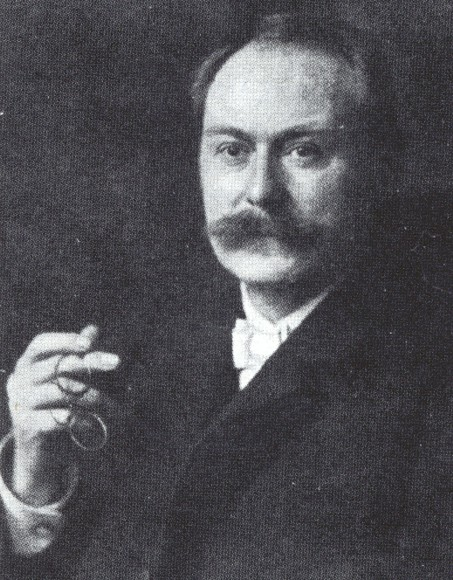
Reinhard Spitzner

Am 26. April 1883 immatrikulierte sich Reinhard Spitzner erstmals an der Universität Leipzig für ein Studium der Rechtswissenschaften, wechselte jedoch schon zum Sommersemester des folgenden Jahres nach Heidelberg, wo er zugleich Lehrveranstaltungen in Geschichte, Kunstgeschichte und Philosophie belegte. Wieder nach Leipzig zurückgekehrt, setzte er ab dem 27. Oktober 1884 sein rechtswissenschaftliches Studium fort und bestand am 4. Juli 1887 die Erste juristische Staatsprüfung mit der Note gut. Noch im gleichen Jahr vertiefte er sein Philosophiestudium in Berlin. Am 7. Februar 1891 promovierte Reinhard Spitzner in Leipzig mit einem strafrechtlichen Thema zum Dr. iur.
Nach dem sich anschließenden Referendariat in Dresden und Döbeln, der Ablegung der Zweiten juristischen Staatsprüfung am 15. Dezember 1894 und einer kurzzeitigen Tätigkeit als Assessor am Landgericht Dresden sowie im sächsischen Justizministerium wurde er per 1. Mai 1895 zum Richter am Landgericht seiner Heimatstadt ernannt, dessen 1. Strafkammer er angehörte.
Reinhard Spitzner, der am 23. Juli 1898 in Dresden die zwölf Jahre jüngere Hedwig Maria Klothilde Balke (* 15. Oktober 1875 in Niederschönhausen; † 22. Juli 1946 in Loschwitz) heiratete und mit ihr als einziges Kind die Tochter Annemarie Spitzner (1899–1934) hatte, trat ab 1899 unter dem Pseudonym Reinhard Volker auch als Schriftsteller hervor. Die Gründe für die Wahl gerade dieses Pseudonyms sind nicht überliefert.
In Anerkennung der geleisteten Dienste empfing Spitzner am 15. Mai 1916 das Ritterkreuz 1. Klasse des königlich-sächsischen Albrechts-Ordens. Er verstarb 1922 als Landgerichtsrat im Dienst im Krankenhaus Dresden-Friedrichstadt. Seine Witwe lebte noch bis zu ihrem Tode in Dresden-Loschwitz im Spitznerschen Hause Schevenstraße 10 b (Einbenennung bis 1921: Carolastraße 10 b), in dem sie zeitweise ein Töchterheim betrieb.

## Leistungen
Die Tätigkeit als Richter im königlich-sächsischen Staatsdienst war nur eine Seite der gesellschaftlichen Wirksamkeit des Dresdner Juristen, denn „in seinem schönen Heim auf den Loschwitzer Bergen versammelte und förderte er oft künstlerische Talente Dresdens“. Aber nicht nur als Kunstfreund und lokaler Kunstförderer, sondern auch als Erzähler, Lyriker und Illustrator gelangte Spitzner ab 1899 unter seinem gewählten Pseudonym nach zeitgenössischem Urteil „zu Bedeutung und Anerkennung“.

### Der Literat
Das zu seinen Lebzeiten veröffentlichte literarische Werk erstreckt sich auf den Zeitraum von 1899 bis 1921. Es erschien vor allem in dem Münchner Verlag Braun & Schneider sowie in den Zeitschriften Deutsche Dichtung (1899/1900), Jugend. Münchner illustrierte Wochenschrift für Kunst und Leben (1899–1918), Die Gesellschaft. Münchener Halbmonatsschrift für Kunst und Kultur (1900), Der Türmer. Monatsschrift für Gemüt und Geist (1903–1910), Feierstunden. Illustriertes Unterhaltungsblatt für jedermann (1903/04, 1906, 1908/09 und 1911), Fliegende Blätter (1910–1921) sowie im Simplicissimus (1909) und zeichnet sich im Allgemeinen „durch feines Empfinden und Sinn für Humor und Satire aus“. Demgegenüber fallen seine national-konservativen Kriegsgedichte, wie sie u. a. in den Fliegenden Blättern und in Das größere Deutschland. Wochenschrift für deutsche Welt- und Kolonialpolitik abgedruckt wurden, literarisch deutlich ab.
Reinhard Volker verfasste über 170 Erzählungen, Gedichte, Liedertexte, Glossen, Schwänke und Fabeln. Sein literarisches Werk ist damit umfangreicher, als es die bisherige Literaturgeschichtsschreibung nahelegt. Der quantitative Schwerpunkt des literarischen Schaffens des nach eigenem Bekunden „säch’schen Badrioden“ (1904) lag dabei in den Zeiträumen 1903/05 und 1910/11; die ersten selbständigen Publikationen erschienen 1904/1909 mit Cis-Moll. Lieder, Gottes Teppich. Märchen und doch nicht Märchen sowie Prinzessin Haschanascha. Schwänke und Lieder. Eine größere Anzahl Arbeiten gelangte nach seinem Tode nicht mehr zur Veröffentlichung. Der Verbleib dieser Manuskripte ist im Allgemeinen unbekannt. 1937 jedoch vertonte Carl Englert das bis dahin unveröffentlichte Gedicht Mädchenbronnen. 1971 schließlich erschien noch eine frei erzählte und mit Illustrationen von Reinhard Volker versehene Ausgabe des Romans Robinson Crusoe von Daniel Defoe.

### Der Familienforscher
Reinhard Spitzner, dessen jüngerer Bruder Karl Spitzner in Dresden als Bergbeamter tätig war, begründete ferner zu Beginn des 20. Jahrhunderts zusammen mit dem Dresdner Rechtsanwalt und Notar Franz Georg Spitzner (* 28. Juli 1871 in Dresden; † 1. November 1935 in Dresden) die systematische Erforschung der Geschichte der evangelisch-lutherischen Familie Spitzner aus dem sächsischen Vogtland. Der gemeinsame direkte Vorfahre der beiden Dresdner Juristen und Familienforscher war Pfarrer Johann Adam Spitzner (* 4. April 1650 in Blankenhain, † 16. April 1723 in Blankenhain), dessen Vater Balthasar Spitzner (* 23. März 1609 in Auerbach; † 2. April 1681 in Blankenhain), ebenfalls Pfarrer, ein handschriftlicher Familienstammbaum zugeschrieben wird. Im Sommer 1936, 14 Jahre nach dem Ableben Reinhard Spitzners und dem plötzlichen Tode von Georg Spitzner im Vorjahr, veröffentlichte der anverwandte Erich Weise (* 14. Juli 1873 in Reichenberg; † 19. Dezember 1945 in Radeberg), Rechtsanwalt in Radeberg, die Forschungsergebnisse der beiden Genealogen im Auftrag des damaligen Familienverbandes Spitzner unter dem Titel Familienchronik des Geschlechtes Spitzner.

## Werke

### Juristische Werke
- Verleitung zum falschen Eide und intellektuelle Urkundenfälschung: §§ 160 und 271 (272, 348 Abs. 1, 349) des Strafgesetzbuches für das Deutsche Reich. Diss. iur. Leipzig 1891

### Literarische Werke
- Lied. In: Deutsche Dichtung 26 (1899), S. 237
- Goldregen. In: Deutsche Dichtung 26 (1899), S. 256
- Kreuz im Walde. In: Deutsche Dichtung 26 (1899), S. 290
- Swinegels Brautfahrt. In: Jugend. Münchner illustrierte Wochenschrift für Kunst und Leben 4 (1899) 33, S. 528 (diglit.ub.uni-heidelberg.de), abgerufen am 2. Oktober 2011
- Der Götze. In: Jugend. Münchner illustrierte Wochenschrift für Kunst und Leben 4 (1899) 37, S. 595 (diglit.ub.uni-heidelberg.de), abgerufen am 2. Oktober 2011
- Die gute Freundin. In: Jugend. Münchner illustrierte Wochenschrift für Kunst und Leben 4 (1899) 41, S. 664 (diglit.ub.uni-heidelberg.de), abgerufen am 2. Oktober 2011
- Die Schafe. In: Jugend. Münchner illustrierte Wochenschrift für Kunst und Leben 4 (1899) 41, S. 665 (diglit.ub.uni-heidelberg.de), abgerufen am 2. Oktober 2011
- An meiner Seite. In: Deutsche Dichtung 27 (1899/1900), S. 26
- Rote Spur. In: Deutsche Dichtung 27 (1899/1900), S. 94
- In Florenz. In: Die Gesellschaft. Münchener Halbmonatsschrift für Kunst und Kultur 16, I (1900), S. 103
- Die Erdmännchen. In: Jugend. Münchner illustrierte Wochenschrift für Kunst und Leben 5 (1900) 1, S. 8 (diglit.ub.uni-heidelberg.de), abgerufen am 2. Oktober 2011
- Die Reisegenossen. In: Jugend. Münchner illustrierte Wochenschrift für Kunst und Leben 5 (1900) 2, S. 30 (diglit.ub.uni-heidelberg.de), abgerufen am 2. Oktober 2011
- Die Birke. In: Jugend. Münchner illustrierte Wochenschrift für Kunst und Leben 5 (1900) 6, S. 95 (diglit.ub.uni-heidelberg.de), abgerufen am 2. Oktober 2011
- Germania spricht. In: Jugend. Münchner illustrierte Wochenschrift für Kunst und Leben 5 (1900), S. 876 (diglit.ub.uni-heidelberg.de), abgerufen am 2. Oktober 2011
- Vom Engelchen, das sich schwarz gemacht hatte. In: Jugend. Münchner illustrierte Wochenschrift für Kunst und Leben 6 (1901) 12, S. 181 ff. (diglit.ub.uni-heidelberg.de), abgerufen am 2. Oktober 2011
- Aus dem Tagebuch eines Verkannten. In: Jugend. Münchner illustrierte Wochenschrift für Kunst und Leben 6 (1901) 14, S. 219 (diglit.ub.uni-heidelberg.de), abgerufen am 2. Oktober 2011
- Der süße Junge. In: Jugend. Münchner illustrierte Wochenschrift für Kunst und Leben 6 (1901) 52, S. 866 (diglit.ub.uni-heidelberg.de), abgerufen am 2. Oktober 2011
- „Raus!“: Eine altgriechische Legende. In: Jugend. Münchner illustrierte Wochenschrift für Kunst und Leben 7 (1902) 34, S. 564 (diglit.ub.uni-heidelberg.de), abgerufen am 2. Oktober 2011
- Häseler-Marsch. Ein altes Lied mit neuem Text. In: Jugend. Münchner illustrierte Wochenschrift für Kunst und Leben 8 (1903) 32, S. 586 (diglit.ub.uni-heidelberg.de), abgerufen am 2. Oktober 2011
- Assyrisches Wiegenlied. In: Jugend. Münchner illustrierte Wochenschrift für Kunst und Leben 8 (1903) 32, S. 586 (diglit.ub.uni-heidelberg.de), abgerufen am 2. Oktober 2011
- Eine Fabel. In: Jugend. Münchner illustrierte Wochenschrift für Kunst und Leben 8 (1903) 34, S. 612 (diglit.ub.uni-heidelberg.de), abgerufen am 2. Oktober 2011
- Die Beißerchen. In: Jugend. Münchner illustrierte Wochenschrift für Kunst und Leben 8 (1903) 36, S. 650 (diglit.ub.uni-heidelberg.de), abgerufen am 2. Oktober 2011
- Gedanken. In: Jugend. Münchner illustrierte Wochenschrift für Kunst und Leben 8 (1903) 37, S. 670 (diglit.ub.uni-heidelberg.de), abgerufen am 2. Oktober 2011
- Die Mama. In: Jugend. Münchner illustrierte Wochenschrift für Kunst und Leben 8 (1903) 46, S. 837 (diglit.ub.uni-heidelberg.de), abgerufen am 2. Oktober 2011
- Splitter. In: Jugend. Münchner illustrierte Wochenschrift für Kunst und Leben 8 (1903) 47, S. 856 (diglit.ub.uni-heidelberg.de), abgerufen am 2. Oktober 2011
- Splitter. In: Jugend. Münchner illustrierte Wochenschrift für Kunst und Leben 8 (1903) 51, S. 948 (diglit.ub.uni-heidelberg.de), abgerufen am 2. Oktober 2011
- Die alte Hirtin. In: Feierstunden. Illustriertes Unterhaltungsblatt für jedermann 1903, S. 665
- Mutter. In: Feierstunden. Illustriertes Unterhaltungsblatt für jedermann 1903, S. 817
- Nächtliche Wanderung. In: Der Türmer. Monatsschrift für Gemüt und Geist 6, I (1903/04), S. 670
- Ein paar Sprüchlein für Frauen. In: Jugend. Münchner illustrierte Wochenschrift für Kunst und Leben 9 (1904) 1, S. 4 (diglit.ub.uni-heidelberg.de), abgerufen am 2. Oktober 2011
- Bolidische Bedrachtung ännes säch'schen Badrioden. In: Jugend. Münchner illustrierte Wochenschrift für Kunst und Leben 9 (1904) 10, S. 195 (diglit.ub.uni-heidelberg.de), abgerufen am 2. Oktober 2011
- Die saure Gurke. Eine Fabel. In: Jugend. Münchner illustrierte Wochenschrift für Kunst und Leben 9 (1904) 41, S. 818 (diglit.ub.uni-heidelberg.de), abgerufen am 2. Oktober 2011
- Die große Frage. In: Jugend. Münchner illustrierte Wochenschrift für Kunst und Leben 9 (1904) 43, S. 869 (diglit.ub.uni-heidelberg.de), abgerufen am 2. Oktober 2011
- Die Bibis. In: Jugend. Münchner illustrierte Wochenschrift für Kunst und Leben 9 (1904) 45, S. 901 (diglit.ub.uni-heidelberg.de), abgerufen am 2. Oktober 2011
- John Bull. In: Jugend. Münchner illustrierte Wochenschrift für Kunst und Leben 9 (1904) 46, S. 931 (diglit.ub.uni-heidelberg.de), abgerufen am 2. Oktober 2011
- Die verpaßte Stunde. In: Jugend. Münchner illustrierte Wochenschrift für Kunst und Leben 9 (1904) 46, S. 931 (diglit.ub.uni-heidelberg.de), abgerufen am 2. Oktober 2011
- John Bull und die Hereros. In: Jugend. Münchner illustrierte Wochenschrift für Kunst und Leben 9 (1904) 47, S. 950 (diglit.ub.uni-heidelberg.de), abgerufen am 2. Oktober 2011
- Das glückliche Deutschland. Die französische Kammer beschloß Abschaffung der Theatercensur. In: Jugend. Münchner illustrierte Wochenschrift für Kunst und Leben 9 (1904) 49, S. 995 (diglit.ub.uni-heidelberg.de), abgerufen am 2. Oktober 2011
- Wanderbursch. In: Feierstunden. Illustriertes Unterhaltungsblatt für jedermann 1904, S. 169
- Cis-Moll. Lieder. Illustrationen: Fritz Quidenius, Braun & Schneider, München o. J. (um 1904)
- Mädchenseele. In: Der Türmer. Monatsschrift für Gemüt und Geist 7, II (1904/05), S. 751
- Der Bär und die brummende Telegraphenleitung. In: Jugend. Münchner illustrierte Wochenschrift für Kunst und Leben 10 (1905) 5, S. 94 (diglit.ub.uni-heidelberg.de), abgerufen am 2. Oktober 2011
- Splitter. In: Jugend. Münchner illustrierte Wochenschrift für Kunst und Leben 10 (1905) 16, S. 303 (diglit.ub.uni-heidelberg.de), abgerufen am 2. Oktober 2011
- Der neue Stern. In: Jugend. Münchner illustrierte Wochenschrift für Kunst und Leben 10 (1905) 17, S. 313 (diglit.ub.uni-heidelberg.de), abgerufen am 2. Oktober 2011
- Die kleinen Mädchen. In: Jugend. Münchner illustrierte Wochenschrift für Kunst und Leben 10 (1905) 20, S. 366 (diglit.ub.uni-heidelberg.de), abgerufen am 2. Oktober 2011
- In der Bar. In: Jugend. Münchner illustrierte Wochenschrift für Kunst und Leben 10 (1905) 28, S. 532 (diglit.ub.uni-heidelberg.de), abgerufen am 2. Oktober 2011
- Fröschlein. In: Jugend. Münchner illustrierte Wochenschrift für Kunst und Leben 10 (1905) 41, S. 800 a (diglit.ub.uni-heidelberg.de), abgerufen am 2. Oktober 2011
- Das Detmolder Ständchen. In: Jugend. Münchner illustrierte Wochenschrift für Kunst und Leben 10 (1905) 46, S. 901 (diglit.ub.uni-heidelberg.de), abgerufen am 2. Oktober 2011
- Die Amnestie in Russland. In: Jugend. Münchner illustrierte Wochenschrift für Kunst und Leben 10 (1905) 47, S. 914 b (diglit.ub.uni-heidelberg.de), abgerufen am 2. Oktober 2011
- Für Ordenslustige. In: Jugend. Münchner illustrierte Wochenschrift für Kunst und Leben 10 (1905) 48, S. 937 (diglit.ub.uni-heidelberg.de), abgerufen am 2. Oktober 2011
- Der arme Zar. In: Jugend. Münchner illustrierte Wochenschrift für Kunst und Leben 10 (1905) 48, S. 942 (diglit.ub.uni-heidelberg.de), abgerufen am 2. Oktober 2011
- Splitter, in: Jugend. Münchner illustrierte Wochenschrift für Kunst und Leben 10 (1905) 40, S. 968 (diglit.ub.uni-heidelberg.de), abgerufen am 2. Oktober 2011
- Englisches Wiegenlied. In: Jugend. Münchner illustrierte Wochenschrift für Kunst und Leben 10 (1905) 50, S. 995 (diglit.ub.uni-heidelberg.de), abgerufen am 2. Oktober 2011
- Spezialitäten. In: Jugend. Münchner illustrierte Wochenschrift für Kunst und Leben 10 (1905) 51, S. 1008 a (diglit.ub.uni-heidelberg.de), abgerufen am 2. Oktober 2011
- An Hohenthal, in: Jugend. Münchner illustrierte Wochenschrift für Kunst und Leben 11 (1906) 6, S. 115 (diglit.ub.uni-heidelberg.de), abgerufen am 2. Oktober 2011
- Schnadahüpfl. In: Jugend. Münchner illustrierte Wochenschrift für Kunst und Leben 11 (1906) 9, S. 185 (diglit.ub.uni-heidelberg.de), abgerufen am 2. Oktober 2011
- Fromme Wünsche. In: Jugend. Münchner illustrierte Wochenschrift für Kunst und Leben 11 (1906) 10, S. 209 (diglit.ub.uni-heidelberg.de), abgerufen am 2. Oktober 2011
- Der Ungetreue. In: Feierstunden. Illustriertes Unterhaltungsblatt für jedermann 1906, S. 9
- In der Winternacht. In: Feierstunden. Illustriertes Unterhaltungsblatt für jedermann 1906, S. 54
- Gedenkfeiertage und Kalendertyrannei. In: Der Türmer. Monatsschrift für Gemüt und Geist 8, II (1906/07), S. 236 ff.
- Stets die Gleichen. In: Jugend. Münchner illustrierte Wochenschrift für Kunst und Leben 12 (1907) 44, S. 986 (diglit.ub.uni-heidelberg.de), abgerufen am 2. Oktober 2011
- Gottes Teppich. Märchen und doch nicht Märchen. Mit Zeichnungen von Artur Johnson. A. Hoffmann & Co., Berlin 1908
- Frau Gräfin. In: Jugend. Münchner illustrierte Wochenschrift für Kunst und Leben 13 (1908) 5, S. 106 b (diglit.ub.uni-heidelberg.de), abgerufen am 2. Oktober 2011
- Warnung vor Italien (Von einem sächsischen Patrioten). In: Jugend. Münchner illustrierte Wochenschrift für Kunst und Leben 13 (1908) 23, S. 538 b (diglit.ub.uni-heidelberg.de), abgerufen am 2. Oktober 2011
- Zimmerspruch. In: Feierstunden. Illustriertes Unterhaltungsblatt für jedermann 1908, S. 296
- Schnee. In: Feierstunden. Illustriertes Unterhaltungsblatt für jedermann 1909, S. 228
- Prinzessin Haschanascha. Schwänke und Lieder. Braun & Schneider, München 1909
- Heimkehr. Komposition: Alexander Albrecht, 1909
- Der Verdammte. Komposition: Alexander Albrecht, 1909
- Der Popanz. In: Der Türmer. Monatsschrift für Gemüt und Geist 12, II (1909/10), S. 732
- Der angefrorene Heinrich. In: Simplicissimus 14 (1909/10), S. 649
- Wunderliche Welt. Allerhand für nachdenkliche Leute. Braun & Schneider, München 1910
- In der Winternacht. Komposition: Alexander Albrecht, 1910
- Warnung. In: Jugend. Münchner illustrierte Wochenschrift für Kunst und Leben 15 (1910) 6, S. 134 (diglit.ub.uni-heidelberg.de), abgerufen am 2. Oktober 2011
- Auf dem Turme. In: Fliegende Blätter 1910, Nr. 3365, S. 45 (diglit.ub.uni-heidelberg.de), abgerufen am 2. Oktober 2011
- Der Löwe und die Hyäne. In: Fliegende Blätter 1910, Nr. 3365, S. 45 (diglit.ub.uni-heidelberg.de), abgerufen am 2. Oktober 2011
- Das trotzige Herz. In: Fliegende Blätter 1910, Nr. 3365, S. 50 (diglit.ub.uni-heidelberg.de), abgerufen am 2. Oktober 2011
- Die Geige. In: Fliegende Blätter 1910, Nr. 3366, S. 57 (diglit.ub.uni-heidelberg.de), abgerufen am 2. Oktober 2011
- Ein Lied der Liebe. In: Fliegende Blätter 1910, Nr. 3367, S. 70 f. (diglit.ub.uni-heidelberg.de), abgerufen am 2. Oktober 2011
- Ein Lied der Liebe. Komposition: Blagoje Bersa, op. 67, 1910
- Die Geliebte des Dichters. In: Fliegende Blätter 1910, Nr. 3368, S. 87 (diglit.ub.uni-heidelberg.de), abgerufen am 2. Oktober 2011
- Der Spuk. In: Fliegende Blätter 1910, Nr. 3368, S. 88 (diglit.ub.uni-heidelberg.de), abgerufen am 2. Oktober 2011
- Abend. In: Fliegende Blätter 1910, Nr. 3371, S. 121 (diglit.ub.uni-heidelberg.de), abgerufen am 2. Oktober 2011
- Von der Vogelscheuche, die wahnsinnig wurde. In: Fliegende Blätter 1910, Nr. 3372, S. 137 f. (diglit.ub.uni-heidelberg.de), abgerufen am 2. Oktober 2011
- Die Liebe der Nachtigall. In: Fliegende Blätter 1910, Nr. 3374, S. 156 (diglit.ub.uni-heidelberg.de), abgerufen am 2. Oktober 2011
- Der Fuchs und die Affen. In: Fliegende Blätter 1910, Nr. 3376, S. 184 (diglit.ub.uni-heidelberg.de), abgerufen am 2. Oktober 2011
- Muha und der Muezzin. In: Fliegende Blätter 1910, Nr. 3377, S. 190 (diglit.ub.uni-heidelberg.de), abgerufen am 2. Oktober 2011
- Warum der Teufel weinte. In: Fliegende Blätter 1910, Nr. 3377, S. 198 f. (diglit.ub.uni-heidelberg.de), abgerufen am 2. Oktober 2011
- Wiedergeburt. In: Fliegende Blätter 1910, Nr. 3378, S. 202 (diglit.ub.uni-heidelberg.de), abgerufen am 2. Oktober 2011
- Die Antwort des Konsutsche. In: Fliegende Blätter 1910, Nr. 3378, S. 210 (diglit.ub.uni-heidelberg.de), abgerufen am 2. Oktober 2011
- Die Erbschaft. In: Fliegende Blätter 1910, Nr. 3379, S. 216 f. (diglit.ub.uni-heidelberg.de), abgerufen am 2. Oktober 2011
- Der Kranich. In: Fliegende Blätter 1910, Nr. 3382, S. 252 f. (diglit.ub.uni-heidelberg.de), abgerufen am 2. Oktober 2011
- Am Wege. In: Fliegende Blätter 1910, Nr. 3383, S. 268 (diglit.ub.uni-heidelberg.de), abgerufen am 2. Oktober 2011
- Glückes Traum. In: Fliegende Blätter 1910, Nr. 3384, S. 276 (diglit.ub.uni-heidelberg.de), abgerufen am 2. Oktober 2011
- Der Hase im Tintenfaß. In: Fliegende Blätter 1910, Nr. 3387, S. 310 (diglit.ub.uni-heidelberg.de), abgerufen am 2. Oktober 2011
- Die Verfluchte. In: Fliegende Blätter 1910, Nr. 3388, S. 321 (diglit.ub.uni-heidelberg.de), abgerufen am 2. Oktober 2011
- Vor der Schmiede. Komposition: Berta Bock, op. 7, Nr. 1, um 1910
- Die Tafel. In: Der Türmer. Monatsschrift für Gemüt und Geist 13, I (1910/11), S. 674
- Der alte Tor. In: Feierstunden. Illustriertes Unterhaltungsblatt für jedermann 1911, S. 48
- Zaunkönig. In: Feierstunden. Illustriertes Unterhaltungsblatt für jedermann 1911, S. 48
- „Freiheit“. In: Fliegende Blätter 1911, Nr. 3415, S. 3 (diglit.ub.uni-heidelberg.de), abgerufen am 2. Oktober 2011
- Karneval. In: Fliegende Blätter 1911, Nr. 3416, S. 18 f. (diglit.ub.uni-heidelberg.de), abgerufen am 2. Oktober 2011
- Der bekümmerte Dichter. In: Fliegende Blätter 1911, Nr. 3420, S. 72 (diglit.ub.uni-heidelberg.de), abgerufen am 2. Oktober 2011
- Sonntagnachmittag. In: Fliegende Blätter 1911, Nr. 3433, S. 228 (diglit.ub.uni-heidelberg.de), abgerufen am 2. Oktober 2011
- Pilgerfahrt. In: Fliegende Blätter 1911, Nr. 3437, S. 274 (diglit.ub.uni-heidelberg.de), abgerufen am 2. Oktober 2011
- Großes Kind. In: Fliegende Blätter 1911, Nr. 3440, S. 313 (diglit.ub.uni-heidelberg.de), abgerufen am 2. Oktober 2011
- Der Igel: ein fröhliches Buch. Braun & Schneider, München o. J. (um 1912)
- Heimkehr. In: Fliegende Blätter 1912, Nr. 3494, S. 26 (diglit.ub.uni-heidelberg.de), abgerufen am 2. Oktober 2011
- Menschenherz. In: Fliegende Blätter 1912, Nr. 3495, S. 39 (diglit.ub.uni-heidelberg.de), abgerufen am 2. Oktober 2011
- Ein kernig Wort. In: Fliegende Blätter 1912, Nr. 3499, S. 80 (diglit.ub.uni-heidelberg.de), abgerufen am 2. Oktober 2011
- Abendmusik. In: Fliegende Blätter 1912, Nr. 3506, S. 172 (diglit.ub.uni-heidelberg.de), abgerufen am 2. Oktober 2011
- Der Esel. In: Fliegende Blätter 1912, Nr. 3507, S. 175 (diglit.ub.uni-heidelberg.de), abgerufen am 2. Oktober 2011
- Mein Liebchen. In: Fliegende Blätter 1912, Nr. 3511, S. 222 (diglit.ub.uni-heidelberg.de), abgerufen am 2. Oktober 2011
- Gartenkonzert. In: Fliegende Blätter 1912, Nr. 3515, S. 279 (diglit.ub.uni-heidelberg.de), abgerufen am 2. Oktober 2011
- Das Faultier. In: Fliegende Blätter 1913, Nr. 3519, S. 10 (diglit.ub.uni-heidelberg.de), abgerufen am 2. Oktober 2011
- Die Reiher. In: Fliegende Blätter 1913, Nr. 3535 (diglit.ub.uni-heidelberg.de), abgerufen am 2. Oktober 2011
- Manuela's Leid. In: Fliegende Blätter 1913, Nr. 3543, S. 294 (diglit.ub.uni-heidelberg.de), abgerufen am 2. Oktober 2011
- Der Sonnenstrahl. In: Fliegende Blätter 1913, Nr. 3544, S. 305 (diglit.ub.uni-heidelberg.de), abgerufen am 2. Oktober 2011
- Dennoch nicht! In: Fliegende Blätter 1913, Nr. 3544, S. 316 (diglit.ub.uni-heidelberg.de), abgerufen am 2. Oktober 2011
- Was wird die Welt dazu sagen? In: Fliegende Blätter 1913, Nr. 3546, S. 25 (diglit.ub.uni-heidelberg.de), abgerufen am 2. Oktober 2011
- Die Helden. In: Fliegende Blätter 1913, Nr. 3549, S. 57 (diglit.ub.uni-heidelberg.de), abgerufen am 2. Oktober 2011
- Der alte Maler. In: Fliegende Blätter 1913, Nr. 3553, S. 104 f. (diglit.ub.uni-heidelberg.de), abgerufen am 2. Oktober 2011
- Am Brunnen. In: Fliegende Blätter 1913, Nr. 3555, S. 129 f. (diglit.ub.uni-heidelberg.de), abgerufen am 2. Oktober 2011
- Er und sie. In: Fliegende Blätter 1913, Nr. 3558, S. 165 (diglit.ub.uni-heidelberg.de), abgerufen am 2. Oktober 2011
- Simeon, der Arzt. In: Fliegende Blätter 1913, Nr. 3563, S. 223 (diglit.ub.uni-heidelberg.de), abgerufen am 2. Oktober 2011
- Der Dichter. In: Fliegende Blätter 1913, Nr. 3564, S. 236 f. (diglit.ub.uni-heidelberg.de), abgerufen am 2. Oktober 2011
- Der heilige Zorn: Kriegslieder. Eymann, Loschwitz 1915
- Der deutsche Weihnachtsbaum. In: Fliegende Blätter 1915, Nr. 3623, S. 3 (diglit.ub.uni-heidelberg.de), abgerufen am 2. Oktober 2011
- Schlaf wohl, mein Kamerad. In: Fliegende Blätter 1915, Nr. 3623, S. 16 (diglit.ub.uni-heidelberg.de), abgerufen am 2. Oktober 2011
- Spielendes Kind. In: Fliegende Blätter 1915, Nr. 3624, S. 23 (diglit.ub.uni-heidelberg.de), abgerufen am 2. Oktober 2011
- Schiff Emden. In: Fliegende Blätter 1915, Nr. 3625, S. 30 f. (diglit.ub.uni-heidelberg.de), abgerufen am 2. Oktober 2011
- O deutsches Volk, halt' aus. In: Fliegende Blätter 1915, Nr. 3625, S. 33 (diglit.ub.uni-heidelberg.de), abgerufen am 2. Oktober 2011
- Der Brombeerbusch. In: Fliegende Blätter 1915, Nr. 3627, S. 63 (diglit.ub.uni-heidelberg.de), abgerufen am 2. Oktober 2011
- Deutsche an die Front. In: Fliegende Blätter 1915, Nr. 3629, S. 80 (diglit.ub.uni-heidelberg.de), abgerufen am 2. Oktober 2011
- Der heilige Krieg. In: Fliegende Blätter 1915, Nr. 3630, S. 90 (diglit.ub.uni-heidelberg.de), abgerufen am 2. Oktober 2011
- Einsamer Wanderer. Komposition: Carl Englert, op. 7, Nr. 7. Meistersinger-Verlag, Nürnberg o. J. (um 1915)
- Trotz Tod und Teufel: Deutsche Lieder. In: Das größere Deutschland. Wochenschrift für deutsche Welt- und Kolonialpolitik 1916
- Bergpredigt. In: Fliegende Blätter 1916, Nr. 3676, S. 22 (diglit.ub.uni-heidelberg.de), abgerufen am 2. Oktober 2011
- Wider de Fremdwörter! In: Fliegende Blätter 1916, Nr. 3677, S. 40 (diglit.ub.uni-heidelberg.de), abgerufen am 2. Oktober 2011
- Die zerschossene Mühle. In: Fliegende Blätter 1916, Nr. 3679, S. 62 f. (diglit.ub.uni-heidelberg.de), abgerufen am 2. Oktober 2011
- Sturmnacht. In: Fliegende Blätter 1916, Nr. 3683, S. 102 (diglit.ub.uni-heidelberg.de), abgerufen am 25. Januar 2012
- Soldatenbraut. In: Fliegende Blätter 1916, Nr. 3684, S. 122 f. (diglit.ub.uni-heidelberg.de), abgerufen am 25. Januar 2012
- Reitervolk. In: Fliegende Blätter 1916, Nr. 3687, S. 157 (diglit.ub.uni-heidelberg.de), abgerufen am 25. Januar 2012
- Schied ein Glück ... In: Fliegende Blätter 1916, Nr. 3690, S. 189 (diglit.ub.uni-heidelberg.de), abgerufen am 25. Januar 2012
- Nur getrost! In: Fliegende Blätter 1916, Nr. 3694, S. 236 (diglit.ub.uni-heidelberg.de), abgerufen am 25. Januar 2012
- O du Rose ... In: Fliegende Blätter 1916, Nr. 3696, S. 264 (diglit.ub.uni-heidelberg.de), abgerufen am 25. Januar 2012
- Untergang. In: Fliegende Blätter 1916, Nr. 3700, S. 307 (diglit.ub.uni-heidelberg.de), abgerufen am 25. Januar 2012
- Ännchen tanzt. Komposition: Carl Englert, op. 14, Nr. 2. Meistersinger-Verlag, Nürnberg 1916
- Wilder Vogel. Komposition: Carl Englert, op. 14, Nr. 3. Meistersinger-Verlag, Nürnberg 1916
- Schneeglöckchen. Komposition: Carl Englert, op. 14, Nr. 5. Meistersinger-Verlag, Nürnberg 1916
- Die Glückliche. Komposition: Carl Englert, op. 14, Nr. 8. Meistersinger-Verlag, Nürnberg 1916
- Rote Spur (1899/1900). Komposition: Carl Englert, op. 14, Nr. 9. Meistersinger-Verlag, Nürnberg 1916
- Dornbusch. Komposition: Carl Englert, op. 16, Nr. 4. Meistersinger-Verlag, Nürnberg 1916
- Michel, werde hart! Sächsischer Heimatdichter-Verlag, Dresden 1917
- Die tugendhafte Adele. In: Jugend. Münchner illustrierte Wochenschrift für Kunst und Leben 23 (1918) 20, S. 362 (diglit.ub.uni-heidelberg.de), abgerufen am 2. Oktober 2011
- Der rote Apfel. In: Jugend. Münchner illustrierte Wochenschrift für Kunst und Leben 23 (1918) 25, S. 458 (diglit.ub.uni-heidelberg.de), abgerufen am 2. Oktober 2011
- Brautlied. o. O. o. J. (vor 1919)
- Eegal hubbt er ja nich' so! In: Fliegende Blätter 1921, Nr. 3962, S. 4 (diglit.ub.uni-heidelberg.de), abgerufen am 2. Oktober 2011
- Die Sklavin. In: Fliegende Blätter 1921, Nr. 3969, S. 64 f. (diglit.ub.uni-heidelberg.de), abgerufen am 2. Oktober 2011
- Mädchenbronnen. Komposition: Carl Englert, op. 2, Nr. 9. Selbstverlag, München 1937